# Европско првенство у атлетици у дворани 1976 — скок увис за мушкарце
Такмичење у скоку увис у мушкој конкуренцији на 7. Европском првенству у атлетици у дворани 1976. године одржано је 22. фебруара. на атлетском делу Олимпијске дворане у Минхену, (Западна Немачка).
Титулу европског првака освојену на Европском првенству у дворани 1975. у Катовицама бранио је Владимир Мали из Чехословачке.

## Земље учеснице
Учествовала су 15 атлетичара из 15 земаља.
1. Белгија (1)
2. Чехословачка (1)
3. Француска (3)
4. Грчка (1)
5. Источна Немачка (1)
6. Норвешка (1)
7. Пољска (1)
8. Совјетски Савез (2)
9. Шведска (1)
10. Шпанија (1)
11. Западна Немачка (1)

## Рекорди
| Рекорди пре почетка Европског првенства у дворани 1976.     | Рекорди пре почетка Европског првенства у дворани 1976. | Рекорди пре почетка Европског првенства у дворани 1976. | Рекорди пре почетка Европског првенства у дворани 1976. | Рекорди пре почетка Европског првенства у дворани 1976. | Рекорди пре почетка Европског првенства у дворани 1976. |
| ----------------------------------------------------------- | ------------------------------------------------------- | ------------------------------------------------------- | ------------------------------------------------------- | ------------------------------------------------------- | ------------------------------------------------------- |
| Светски рекорд                                              | Двајт Стоунс                                            | САД                                                     | 2,30                                                    | Сан Дијего, САД                                         | 21. фебруар 1976.                                       |
| Европски рекорд у дворани                                   | Валериј Брумељ                                          | Совјетски Савез                                         | 2,25                                                    | Лењинград, СССР                                         | 26. јануар 1961.                                        |
| Рекорди европских првенстава у дворани                      | Иштван Мајор                                            | Мађарска                                                | 2,24                                                    | Гренобл, Француска                                      | 11. март 1972.                                          |
| Рекорди после завршеног Европског првенства у дворани 1976. |                                                         |                                                         |                                                         |                                                         |                                                         |
| Нових рекорда није било.                                    |                                                         |                                                         |                                                         |                                                         |                                                         |

## Освајачи медаља
|                                |                     |                              |
| Сергеј Сењуков Совјетски Савез | Жак Алети Француска | Валтер Болер Западна Немачка |

## Резултати

### Финале
| Пласман | Атлетичар          | Земља           | Резултат | Белешка |
| ------- | ------------------ | --------------- | -------- | ------- |
|         | Сергеј Сењуков     | Совјетски Савез | 2,21     |         |
|         | Жак Алети          | Француска       | 2,19     |         |
|         | Валтер Болер       | Западна Немачка | 2,19     |         |
| 4.      | Бруно Брокен       | Белгија         | 2,19     |         |
| 5.      | Лајф Роар Фалкум   | Норвешка        | 2,19     |         |
| 6.      | Ролф Бајлшмит      | Источна Немачка | 2,16     |         |
| 7.      | Владимир Киба      | Совјетски Савез | 2,16     |         |
| 8.      | Јарослав Гвожџ     | Пољска          | 2.13     |         |
| 9       | Франсиско Мартин   | Шпанија         | 2,13     |         |
| 9.      | Тобјер Ларсон      | Шведска         | 2,13     |         |
| 11.     | Франк Боне         | Француска       | 2,13     |         |
| 12.     | Руне Алмен         | Шведска         | 2,10     |         |
| 13.     | Жан Боден          | Француска       | 2,10     |         |
| 14.     | Владимир Мали      | Чехословачка    | 2,10     |         |
| 15.     | Димитриос Патронис | Грчка           | 2,05     |         |

## Укупни биланс медаља у скоку увис за мушкарце после 7. Европског првенства у дворани 1970—1976.
|    | Земља           |   |   |    |    |
| -- | --------------- | - | - | -- | -- |
| 1. | Мађарска        | 3 | 2 | 1  | 6  |
| 2. | Совјетски Савез | 3 | 2 | 1  | 6  |
| 3. | Чехословачка    | 1 | 1 | 1  | 3  |
| 4. | Француска       | 0 | 1 | 0  | 1  |
| 4. | Источна Немачка | 0 | 1 | 0  | 1  |
| 6. | Грчка           | 0 | 0 | 1  | 1  |
| 6. | Румунија        | 0 | 0 | '1 | 1  |
| 6. | Шведска         | 0 | 0 | 1  | 1  |
| 6. | Западна Немачка | 0 | 0 | 1  | 1  |
|    | Укупно {9}      | 7 | 7 | 7  | 21 |

|    | Атлетичар      | Земља           |   |   |   |   |
| 1. | Иштван Мајор   | Мађарска        | 3 | 1 | 0 | 4 |
| 2. | Кестутис Шапка | Совјетски Савез | 1 | 1 | 0 | 2 |
| 3. | Владимир Мали  | Чехословачка    | 1 | 0 | 1 | 2 |
| 4. | Ендре Келемен  | Мађарска        | 0 | 1 | 1 | 2 |
| 5. | Јири Тармак    | Совјетски Савез | 0 | 1 | 1 | 2 |
| -- | -------------- | --------------- | - | - | - | - |